# Viradectis
Viradectis est une déesse germanique et celtique dont le culte fut protégé par les Romains sur le territoire du peuple des Tongres dans la province de Germanie inférieure.

## Topographie
Également connu sous le nom de Viradecdis, Virathetis et Viradecthis, son nom est mentionné sur plusieurs pierres votives, dont celles des Tungri.
En Écosse, une pierre votive a été trouvée en 1772, sur l'emplacement d'un ancien camp romain à Birrens, Blatobulgium, aujourd'hui Dumfries et Galloway en 1772 avec l'inscription:
| Deae Viradec/thi pa[g]us Con/drustis milit(ans) / in coh(orte) II Tun/gror(um) sub Silvi/o Auspice praef(ecto) | Dédié à la déesse Viradecthis, les soldats du pagus Condroz qui servent dans la deuxième cohorte des Tungri sous la direction de Silvius Auspex (de). |

Aux Pays-Bas, une pierre votive sous la forme d'un autel sacré de la fin du IIe siècle, a été trouvée à proximité du castellum Fectio près d'Utrecht, lors de la construction du fort de Vechten en 1869, sur laquelle on pouvait lire le texte:
| Deae / [Vir]adecd(is) / [civ]es Tungri / [et] nautae / [qu]i Fectione / [c]onsistunt / v(otum) s(olverunt) l(ibentes) m(erito) | À la déesse Viradecdis, les cives et les marins, les Tungri, qui sont établis à Vechten, ont rempli leurs vœux, avec joie et avec raison. |

Dans le village belge de Strée-lez-Huy, une pierre votive, un cippe gallo-romain du IIe siècle ou du début du IIIe siècle, a également été trouvée dans les fondations de l'église lorsque le maître-autel a été déplacé en 1967. On pense que la pierre a été délibérément placée à cet endroit à l'époque comme symbole du triomphe du christianisme sur les religions antérieures, de nombreuses églises chrétiennes ayant été construites sur des sites païens sacrés.
| [I]n h(onorem) d(omus) d(ivinae) // D(eae) Virathe/thi Supe/rina Sup/ponis / v(otum) s(olvit) l(ibens) m(erito) | En l'honneur de la famille impériale; Superina, fille de Suppo, a accompli ses vœux à la déesse Virathethis avec plaisir et contre rémunération. |

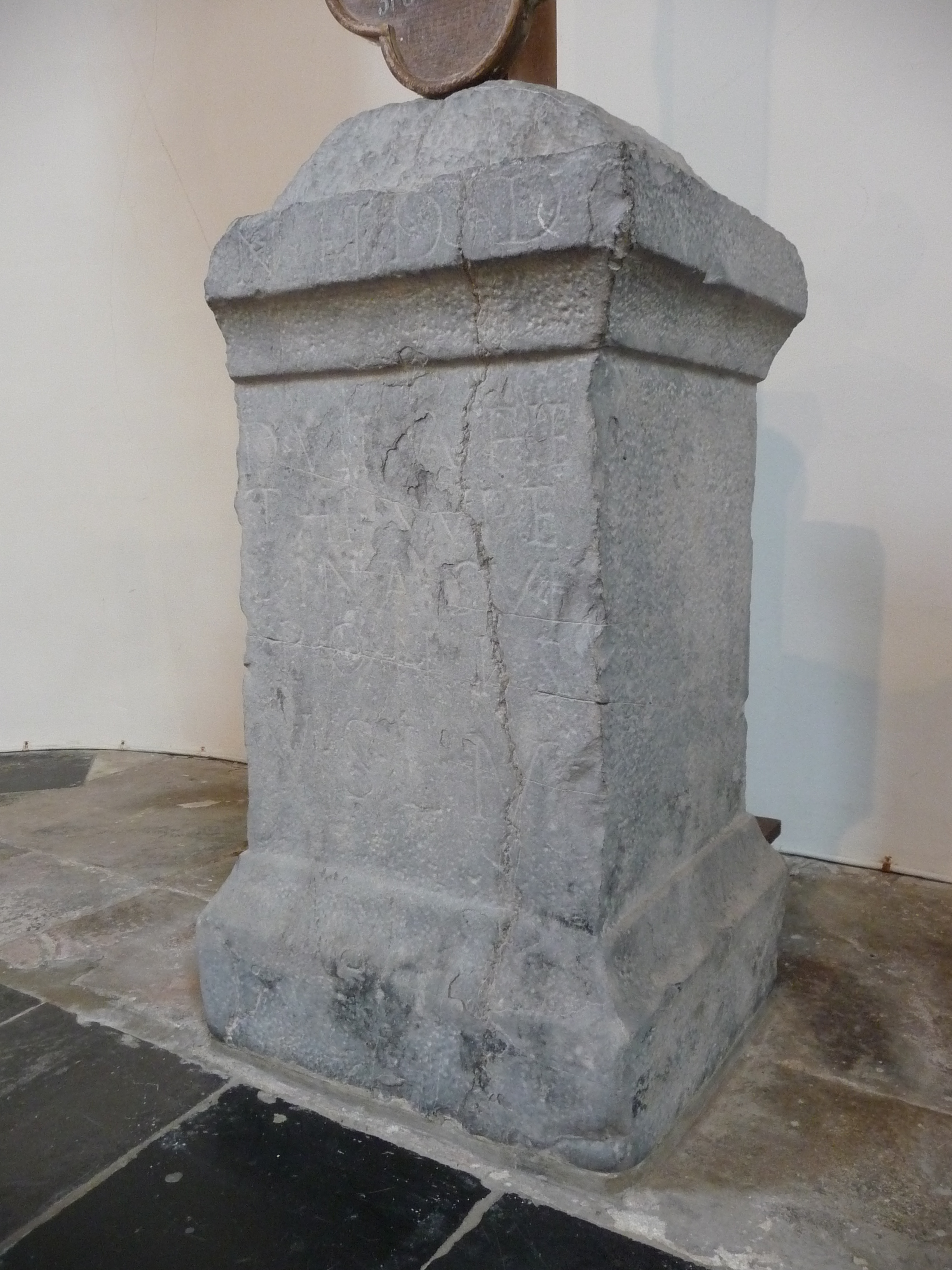
Cippe gallo-romain de Strée-lez-Huy.

Il existe deux certificats épigraphiques confirmés en Allemagne.
Une première pierre votive a été découverte dans un des murs du clocher de l'église à Trebur. Son inscription se lit comme suit:
| [In h (onorem)] d (omus) d (ivinae) / [deae Vi] rodacthi / [pag] us Nidensis / et vicani August (ani) / publice fecerunt | En l'honneur de la famille impériale; Le district de Nidensis et les habitants du Vicus Augustanus ont fait faire cette dédicace à la déesse Virodacthis aux frais de l'État. |

La deuxième inscription a été trouvée à Mogontiacum (Mayence) en 1881 et se lit comme suit:
| Virodacti / sive Lucen (a) e / [A] ugustius Iustus ex voto / numinibus / [sa] nctissi / [mis | Le Virodactis ou Lucena a Augustius Iustus à cause d'un vœu, les pouvoirs divins les plus sacrés... |

En revanche, une inscription trouvée en 1863 à Kälbertshausen (de) dans l'Arrondissement de Neckar-Odenwald, semble non garantie en raison de son fort écart de dénomination:
| In h (onorem) d (omus) d (ivinae) / d (e) ae Viroddi / Avita Max (i) mi / ni v (otum) s (olvit) l (ibens) l (aetus) m (erito) | En l'honneur de la famille impériale, la déesse Viroddis (en face) Avita Maximinus a rempli ses vœux avec joie, joie et contre rémunération. |

Les versions belgo-romanes du nom de cette déesse contenant des indications de prononciation pré-germanique telles que Viradecthis et Virathethis (les formes issues de Condroz) et Viradecdis (la forme de Tongres).
Aucune information n'indique que cette déesse avait une grande importance dans l'Empire romain latinisé. Ces formes ont néanmoins survécu pendant plusieurs générations, soit dans l'intimité de certaines familles, soit au sein de cohortes militaires originaires de Tongres.